# 小栗町 (西尾市)
小栗町（おぐりちょう）は、愛知県西尾市の地名。

## 歴史

### 地名の由来
尾張国知多郡半田村の小栗半七が開発した土地であることに由来する。当初は西小梛新々田外葭生場と呼ばれていたが、開発後西小梛新々田（にしこなぎしんしんでん）と改称。天保6年に小栗新田と改められた。

### 沿革
- 文化8年 - 小栗半七が開発許可を受ける[1]。
- 文政10年 - 潮留工事[1]。
- 文政11年 - 新田開発[1]。
- 1870年（明治3年） - 開発者小栗半七が撤退[1]。
- 1889年（明治22年） - 平坂村大字小栗新田となる[1]。
- 1893年（明治26年） - 平坂町大字小栗新田となる[1]。
- 1906年（明治39年） - 平坂村大字小栗新田となる[1]。
- 1924年（大正13年） - 平坂町大字小栗新田となる[1]。
- 1954年（昭和29年） - 西尾市小栗町となる[1]。
- 1978年（昭和53年） - 西小梛町の間で境界を変更する[1]。

### 人口の変遷
国勢調査による人口および世帯数の推移。
| 1995年（平成7年）  | 36世帯 157人 |  |
| 2000年（平成12年） | 35世帯 150人 |  |
| 2005年（平成17年） | 39世帯 131人 |  |
| 2010年（平成22年） | 41世帯 148人 |  |
| 2015年（平成27年） | 40世帯 133人 |  |
| 2020年（令和2年）  | 33世帯 120人 |  |

### WEB
1. 1 2  総務省統計局 (2022年2月10日). “令和2年国勢調査の調査結果(e-Stat) - 男女別人口，外国人人口及び世帯数－町丁・字等” (CSV). 2023年8月2日閲覧。
2. ↑  “愛知県西尾市の町丁・字一覧”.   人口統計ラボ. 2023年12月31日閲覧。
3. ↑  “読み仮名データの促音・拗音を小書きで表記するもの(zip形式) 愛知県” (zip).   日本郵便 (2024年2月29日). 2024年3月26日閲覧。
4. ↑  “市外局番の一覧” (PDF).   総務省 (2022年3月1日). 2022年3月22日閲覧。
5. ↑  “ナンバープレートについて”.   一般社団法人愛知県自動車会議所. 2024年1月21日閲覧。
6. ↑  総務省統計局 (2014年3月28日). “平成7年国勢調査の調査結果(e-Stat) - 男女別人口及び世帯数 －町丁・字等” (CSV). 2021年7月20日閲覧。
7. ↑  総務省統計局 (2014年5月30日). “平成12年国勢調査の調査結果(e-Stat) - 男女別人口及び世帯数 －町丁・字等” (CSV). 2021年7月20日閲覧。
8. ↑  総務省統計局 (2014年6月27日). “平成17年国勢調査の調査結果(e-Stat) - 男女別人口及び世帯数 －町丁・字等” (CSV). 2021年7月21日閲覧。
9. ↑  総務省統計局 (2012年1月20日). “平成22年国勢調査の調査結果(e-Stat) - 男女別人口及び世帯数 －町丁・字等” (CSV). 2021年7月21日閲覧。
10. ↑  総務省統計局 (2017年1月27日). “平成27年国勢調査の調査結果(e-Stat) - 男女別人口及び世帯数 －町丁・字等” (CSV). 2021年7月21日閲覧。

### 書籍
1. 1 2 3 4 5 6 7 8 9 10 11 12 13  「角川日本地名大辞典」編纂委員会 1989, p. 320.